# 強奪のトライアングル
『強奪のトライアングル』は、2007年の香港映画。ツイ・ハーク、リンゴ・ラム、ジョニー・トーの3監督が1人30分ずつ、同予算内で作ったリレー式クライムサスペンス。

## ストーリー
サイモン・ヤム演じるエンジニアのリー、スン・ホンレイ演じる古物商のモク、ルイス・クー演じるタクシー運転手のファイという3人の男が主人公。彼らは金に困っており、ある嵐の夜に宝石店の強盗を計画していた。するとそこへ謎の男が現れ、3人のもとに1枚の金貨と名刺を置いていき･･･。

## キャスト
| 役名                         | 俳優           | 日本語吹替 |
| ---------------------------- | -------------- | ---------- |
| リー・ボーサム（エンジニア） | サイモン・ヤム | 魚建       |
| モク・シンユエン（古物商）   | スン・ホンレイ | 滝知史     |
| ファイ（タクシー運転手）     | ルイス・クー   | 宮内敦士   |
| リン（リーの妻）             | ケリー・リン   | 林真里花   |
| ウェン（刑事）               | ラム・カートン |            |
| ヤク中のデブ男               | ラム・シュ     |            |